# Водный стадион (станция метро)
«Во́дный стадио́н» — станция Замоскворецкой линии Московского метрополитена. Расположена между станциями «Речной вокзал» и «Войковская». Находится на территории районов «Головинский» и «Войковский» Северного административного округа города Москвы. Станция колонная трёхпролётная мелкого заложения, построена по типовому проекту.
Открыта 31 декабря 1964 года в составе участка «Сокол» — «Речной вокзал». Название дано по находящемуся рядом на Химкинском водохранилище водному стадиону «Динамо».

## История
Продление Горьковского радиуса от станции «Сокол» планировалось ещё в 1938 году, когда в составе второй очереди метрополитена был открыт его первый участок. Правда, тогда не предусматривалось отклонение линии от Ленинградского шоссе, то есть планируемый участок шёл вдоль шоссе до проектируемой станции «Химки». Предусматривалось три станции после «Сокола» — «Братцево», «Северный Речной Вокзал» и «Химки». Станция «Водный стадион» не планировалась. В 1947 году были подтверждены планы 1938 года относительно продления Горьковского радиуса. Продление линии было продиктовано необходимостью улучшения транспортного обслуживания жителей Ленинградского района и разгрузки станции метро «Сокол».
Станция впервые появляется в планах 1957 года. В 1959 году Совет Министров СССР утвердил план строительства линий Московского метрополитена на семилетку (1959—1965 годы). В ходе реализации и этот план многократно корректировался. Так, к 1960 году было решено, что будет четыре станции («Ленинградская», «Завод Войкова», «Водный стадион» и «Речной вокзал»), причём участок от «Завода Войкова» до «Речного вокзала» будет наземным, но позднее вернулись к плану 1959 года.
Строительство метро осуществлялось открытым способом. Станция была открыта 31 декабря 1964 года в составе участка «Сокол» — «Речной вокзал», после ввода в эксплуатацию которого в Московском метрополитене стало 72 станции.
В конце 1960-х годов северный участок Горьковско-Замоскворецкой линии был самым загруженным, поэтому для увеличения размеров движения с ноября 1968 года в утренний час пик организован пропуск поездов без пассажиров через два на третий от станции «Речной вокзал» до станции «Войковская».
В 1991 году был предложен проект смены названия станции на «Головино», однако он не был осуществлён.

## Архитектура и оформление
Станция построена по типовому проекту. Конструкция станции — колонная трёхпролётная мелкого заложения (глубина заложения — 6 метров). Широко использованы сборные железобетонные детали заводского изготовления На станции два ряда по 40 четырёхгранных колонн с шагом 4 метра. Расстояние между осями рядов колонн — 5,9 метра. 
Станция «Водный стадион» была построена при Н. С. Хрущёве после выхода постановления 1955 года «Об устранении излишеств в проектировании и строительстве», поэтому она имеет скромное оформление. Верхние части путевых стен отделаны белой керамической плиткой. Цоколь стен покрыт двумя полосами фиолетовой плитки, символизирующими воду. Лёгкие колонны станции облицованы серым полосчатым мрамором Черновского месторождения. Пол выложен гранитными плитами серых тонов. Основания колонн обрамлены белыми квадратами из мрамора «коелга». Станцию освещают люминисцентные лампы. В целом три станции открытого в 1964 году участка были построены по типовому проекту и отличаются лишь облицовкой колонн и путевых стен. На платформе имеются две скамейки. Одна из них расположена у северного выхода, а другая — у южного. В центре станции стоит колонна экстренного вызова.
Два наземных вестибюля выполнены по типовому проекту. Они представляют собой лёгкие остеклённые железобетонные павильоны. С платформы в вестибюль можно попасть по эскалатору, спуститься из вестибюля на платформу можно по лестнице. Эскалаторы модели ЭТ-5М установлены в 1996 (северный выход) и 1997 годах (южный выход).
С октября 2021 по декабрь 2022 года проводились работы по замене облицовки путевых стен, с сохранением цветовой гаммы и общего стиля станции. 

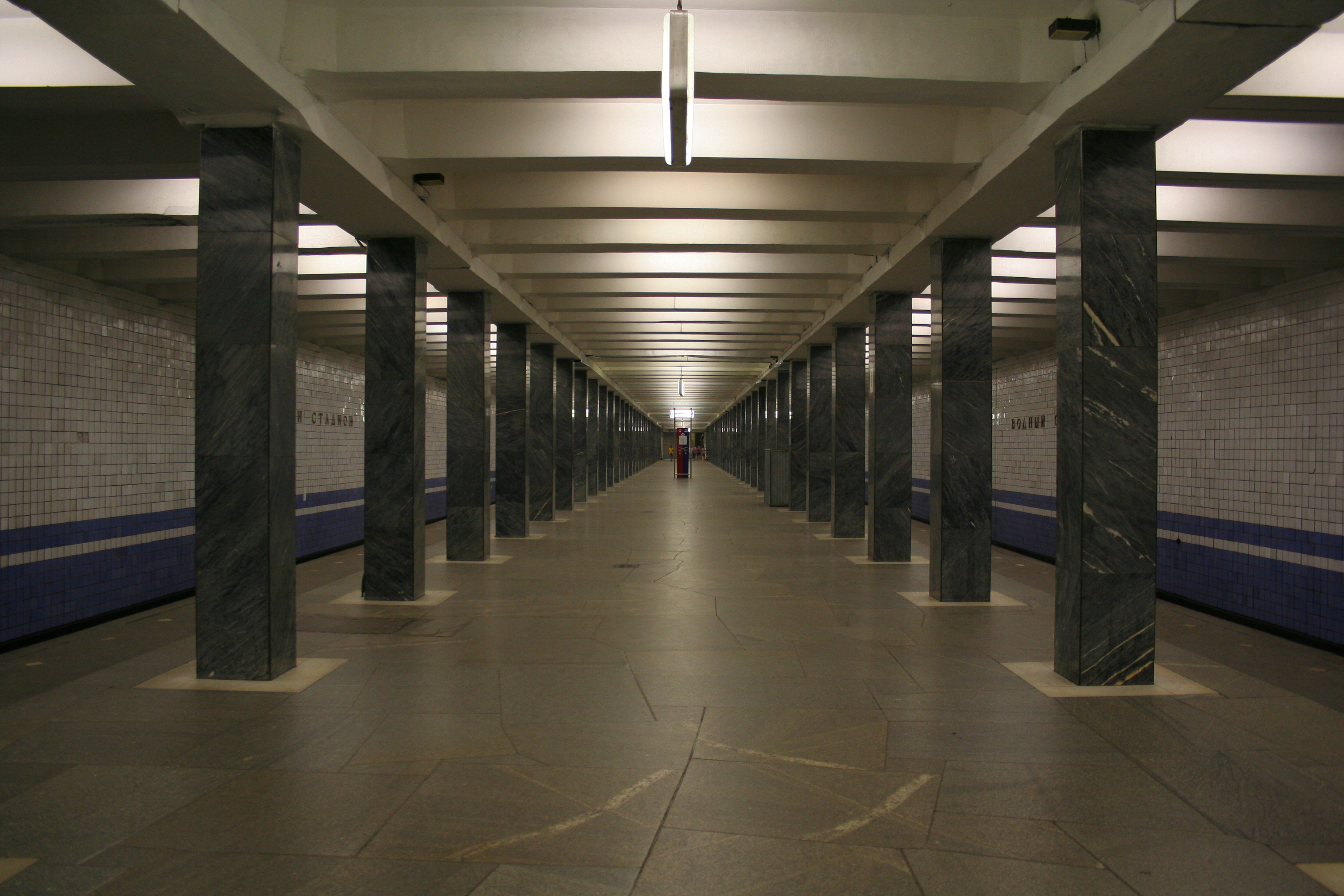
Центральный зал станции
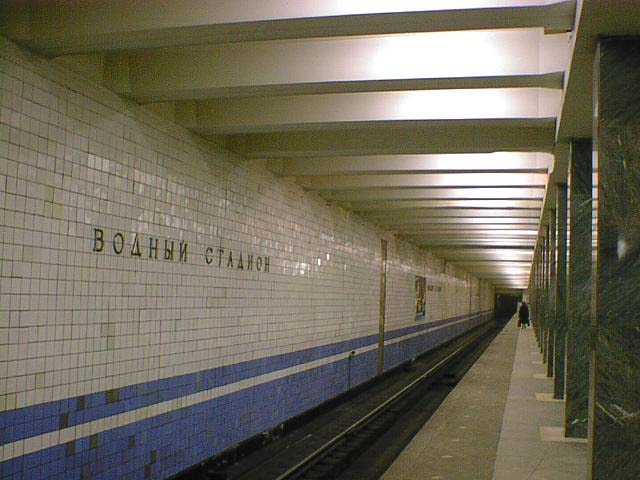
Посадочная платформа
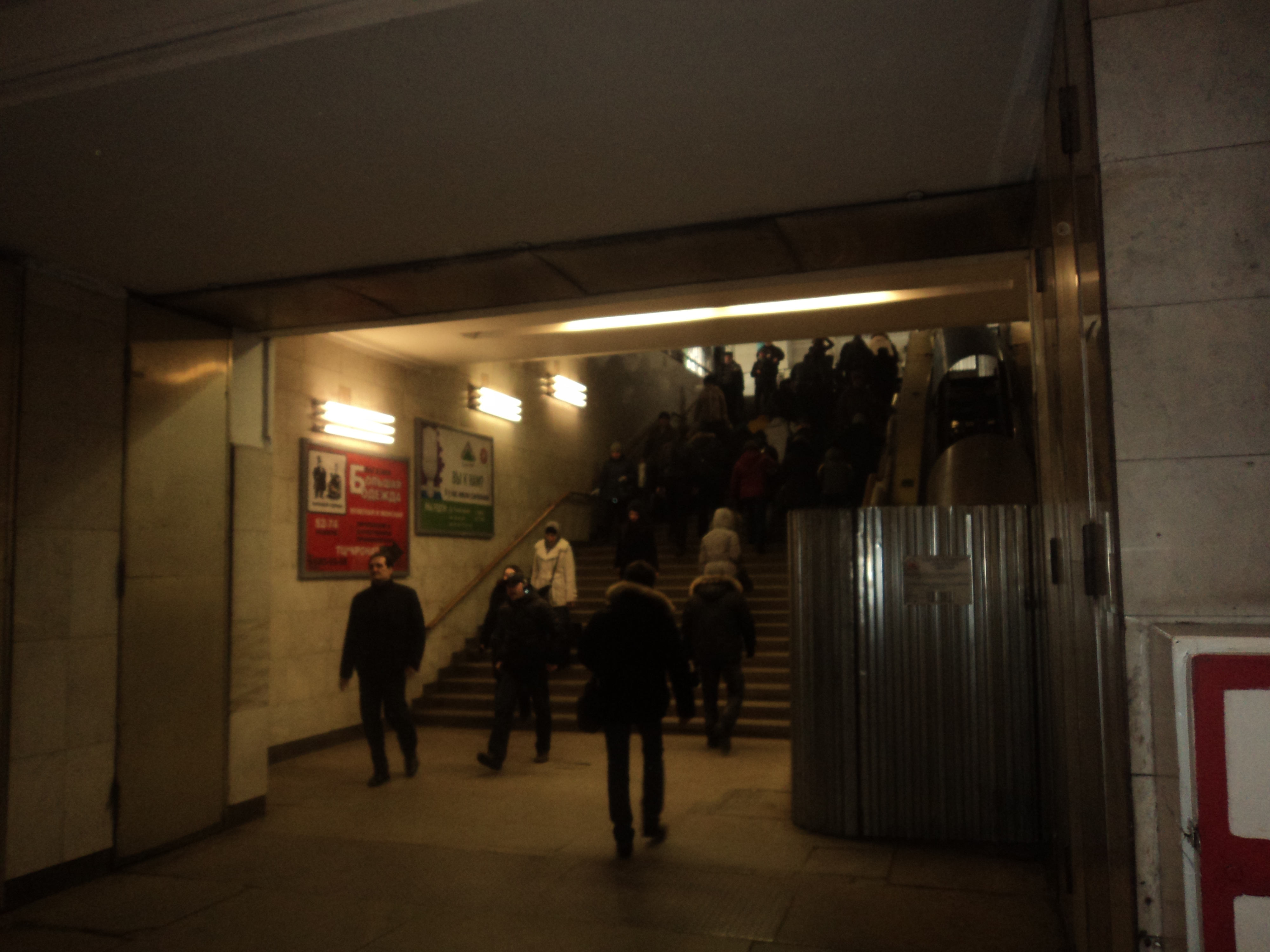
Северный выход с платформы
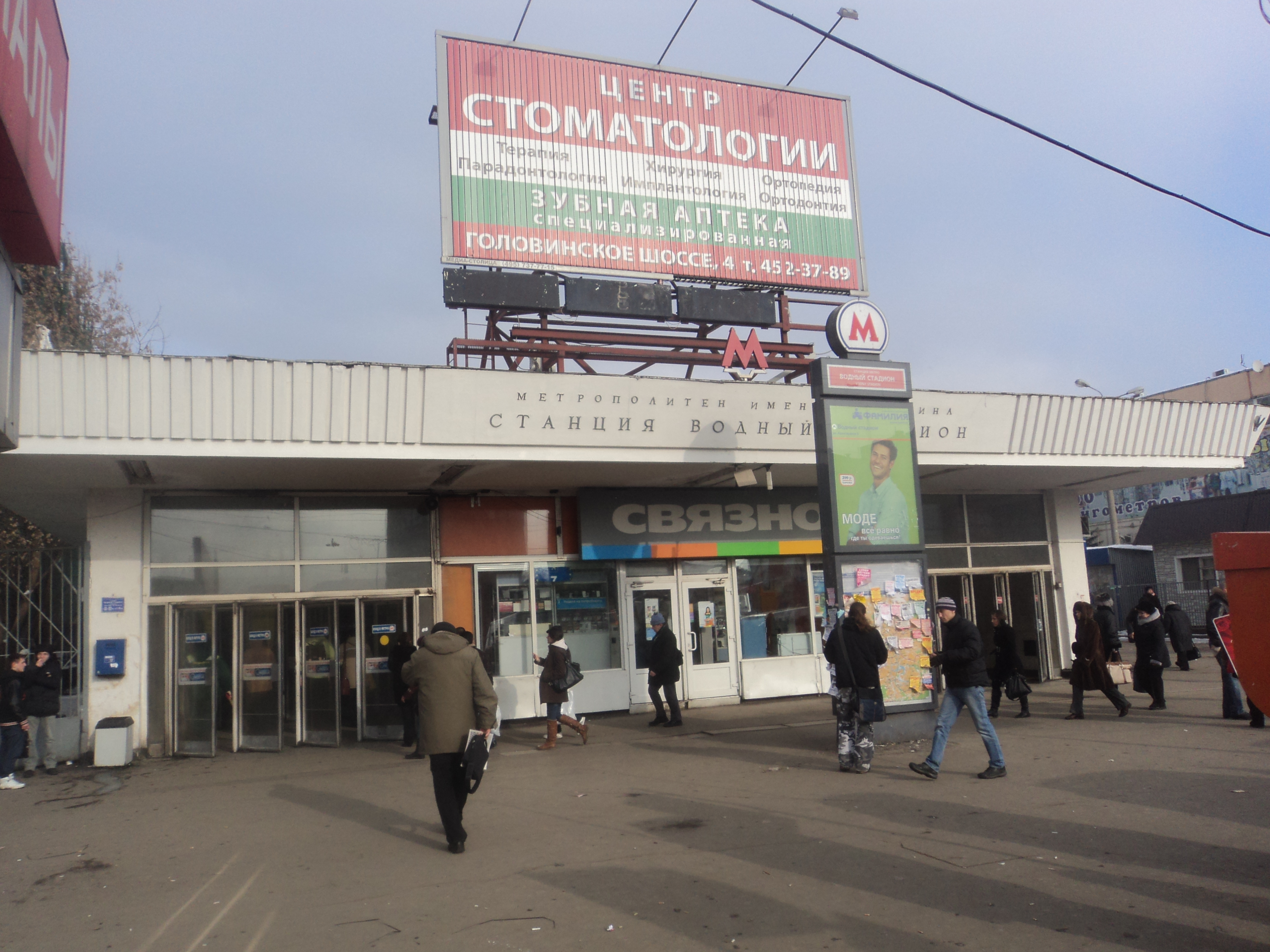
Северный вестибюль
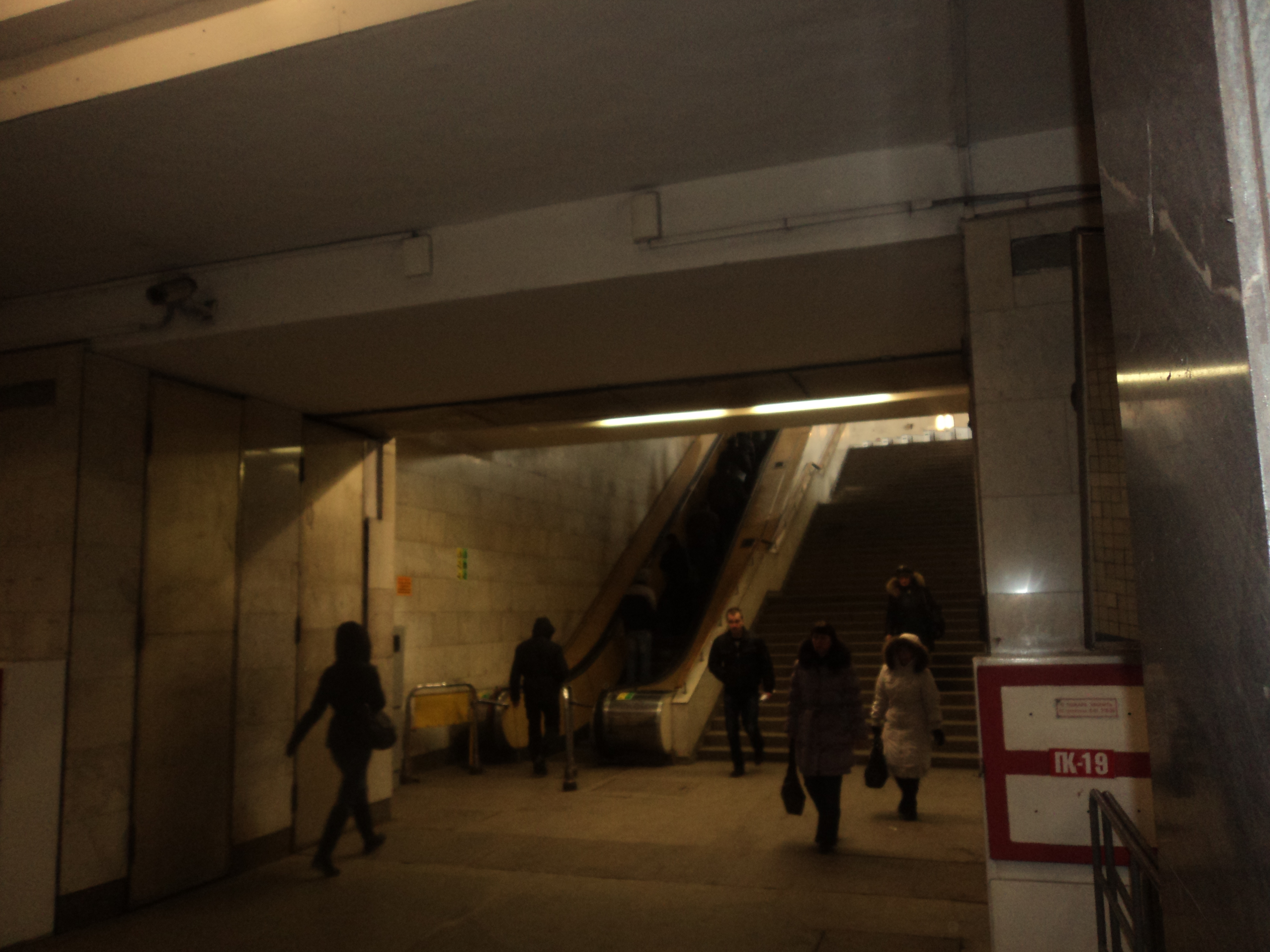
Южный выход с платформы
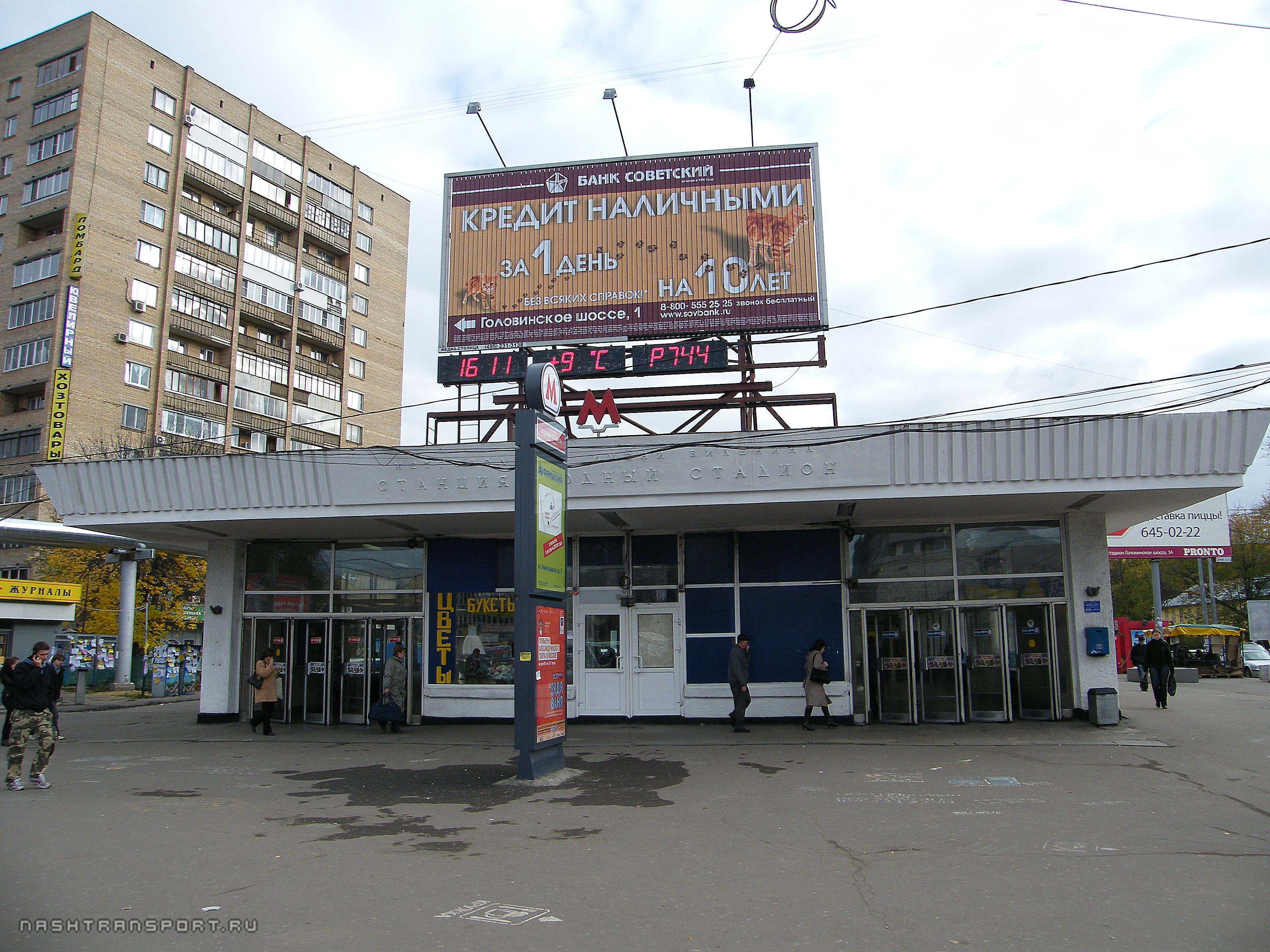
Южный вестибюль
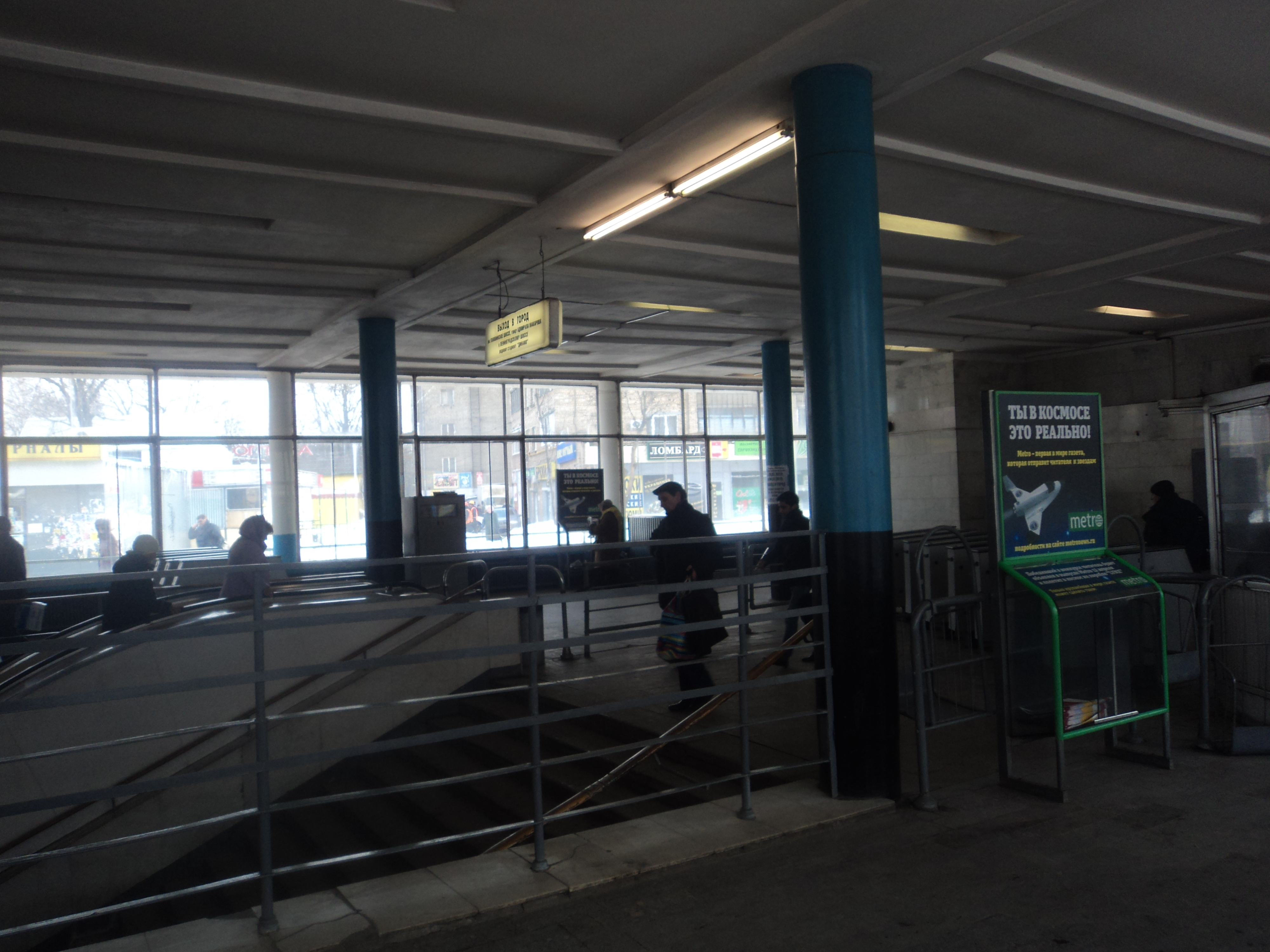
Интерьер южного вестибюля

## Станция в цифрах
- Код станции — 040[1].
- Ордината оси станции ПК127+83[15].
- В марте 2002 года пассажиропоток составлял: по входу — 67,8 тысячи человек, по выходу — 67,9 тысячи человек[16]
- Таблица времени прохождения первого поезда через станцию[17]:

| По чётным числам                  | Будние дни | Выходные дни |
| По нечётным числам                | Будние дни | Выходные дни |
| В сторону станции «Речной вокзал» | 06:00:00   | 05:59:00     |
| В сторону станции «Речной вокзал» | 05:57:00   | 05:58:00     |
| В сторону станции «Войковская»    | 05:41:00   | 05:52:00     |
| В сторону станции «Войковская»    | 05:43:00   | 05:43:00     |

## Расположение
Станция метро «Водный стадион» Замоскворецкой линии расположена между станциями «Войковская» и «Речной вокзал». Станция имеет два наземных вестибюля, через которые осуществляется выход на Кронштадтский бульвар, Головинское шоссе, улицу Адмирала Макарова. Расстояние до центра Москвы — 13 км.
Планируется создание транспортно-пересадочного узла у станции метро.

### Наземный общественный транспорт

#### Городской
На этой станции можно пересесть на следующие маршруты городского пассажирского транспорта:
- Автобусы: 65, 70, 72, 123, 139, 243, 403, 500, 565, 570, 594, 621, 698, н1

#### Областной
- Рядом с южным вестибюлем находится остановка, на которой останавливаются автобусы 350, 437, 440.

### Достопримечательности
- Водный стадион «Динамо» — открытый спортивный комплекс для водных видов спорта. Расположен на левом берегу Химкинского водохранилища в Северном округе города Москвы. Комплекс расположен вблизи Ленинградского шоссе. Стадион был построен по проекту Г. Я. Мовчана и открыт в 1935 году[21]. За весь период существования комплекса на нём не было осуществлено ни одного капитального ремонта[21]. Незначительный косметический ремонт проводился только перед Олимпиадой 1980 года[21]. К середине 2000-х годов стадион пришёл в аварийное состояние[21].
- Головинское кладбище — кладбище на северо-западе Москвы, южнее района Ховрино (Головинское шоссе, 13). Основано в 1951 году в районе бывшего села Головино (отсюда название). Площадь 15 га.
- Московский государственный технический университет гражданской авиации (МГТУ ГА) (бывш. Московский институт инженеров гражданской авиации — МИИГА[22]) — государственное высшее учебное заведение в Головинском районе. Основан в 1971 году[23]. МГТУ ГА является ведущим высшим учебным заведением России по подготовке авиационных специалистов эксплуатационного профиля для гражданской авиации.

## Станция «Водный стадион» в культуре
Станция упоминается в постапокалиптическом романе Сергея Антонова «Тёмные туннели». В ней она входит в союз анархо-коммунистических станций, которыми также являются «Войковская» (столица союза) и «Речной вокзал».